# Prototype Cup Germany
Der Prototype Cup Germany ist eine deutsche Sportwagen-Prototyp-Rennserie, die 2022 erstmals ausgetragen wurde.
Die Rennveranstaltungen werden größtenteils im Rahmenprogramm anderer Rennserien wie der ADAC GT Masters, der 24H Series und der Truck-Racing-Europameisterschaft durchgeführt.

## Historie
Der Prototype Cup Germany wurde 2022 vom ADAC und dem niederländischen Promoter Creventic ausgeschrieben.
In der Serie werden neben der Fahrer-Gesamtwertung zusätzlich weitere Titel für Amateure (Trophy-Wertung), Nachwuchsfahrer (Juniorwertung) und Sieger der Fahrzeugklassen CN und P4 vergeben.
Mit der Übernahme der DTM-Rechte plante der ADAC die Zusammenlegung der ADAC GT Masters und des Prototype Cup Germany ab 2023 zu einer neuen, DTM Endurance genannten, Rennserie. Nach dem Wunsch vieler Motorsport-Teams wurde dieser Plan jedoch verworfen und der Prototype Cup Germany als eigenständige Rennserie weitergeführt.

### Reglement
Der Prototype Cup unterliegt dem sportlichen und technischen Reglement des DMSB. Alle gemeldeten Fahrer müssen mindestens eine Internationale Lizenz C oder höher besitzen, um in der Serie starten zu dürfen.
Für die Trophy-Wertung sind nur Fahrer zugelassen, die älter als 35 Jahre und in der FIA-Kategorie Bronze eingestuft sind. In der Junior-Wertung sind Fahrer zugelassen, die jünger als 25 Jahre und in der FIA-Kategorie Silber oder Bronze eingestuft sind.
Für jedes beendete Rennen erhalten klassifizierte Fahrer bzw. Fahrerpaare Punkte, die in der Meisterschaftswertung gezählt werden. Bei weniger als 10 teilnehmenden Fahrzeugen wird für den Lauf nur die halbe Punktzahl vergeben.
| zurückgelegte Distanz   | vergebene Punkte |
| ----------------------- | ---------------- |
| ab 75 %                 | 100 %            |
| ab zwei Runden          | 50 %             |
| weniger als zwei Runden | keine            |

Bei vorzeitigem Rennabbruch werden, abhängig von der zurückgelegten Distanz, nur die halbe Punktzahl oder keine Punkte vergeben (siehe Tabelle).
Alle Fahrer setzen Rennwagen der Klassen LMP3, CN oder P4 ein, die für die jeweilige Rennsaison freigegeben sind. Die Fahrzeuge müssen den technischen Reglements der jeweiligen Klassen entsprechen. Es sind Einheitsreifen von Michelin für alle Teilnehmer vorgeschrieben.
Die Einhaltung der technischen Vorgaben wird von Technischen Kommissaren vor dem Rennen bei der Abnahme und durch Stichproben nach dem Rennen überwacht.
Der Boxenstopp ist nur zum Fahrerwechsel erlaubt. Nachtanken und Reifenwechsel, außer es ist der Wechsel auf Regenreifen aufgrund der Witterung nötig, ist während des Rennens verboten.

### Austragungsorte und Rennablauf
Die Rennen werden in der Regel zusammen mit anderen Rennserien durchgeführt. Die Rennen finden in Deutschland und im benachbarten Ausland wie z. B. Belgien statt.
Die Rennsaison beinhaltet vier Veranstaltungen. An einem Rennwochenende werden zwei Läufe ausgetragen.
An einem Rennwochenende findet stets ein 2 × 30-minütiges freies Training statt. Das Qualifying geht über 2 × 15 Minuten. Jeweils ein Sprintrennen über 2 × 50 oder 2 × 60 Minuten wird am Samstag und Sonntag gefahren. Einen Pflichtboxenstopp bzw. einen Fahrerwechsel muss jedes Fahrzeug pro Wertungslauf einhalten.

## Punktesystem
In der Gesamtwertung werden an die ersten 15 klassifizierten Fahrer Punkte in folgender Anzahl vergeben. Gaststarter und Fahrer mit Einzelnennungen sind nicht punkteberechtigt. Nachfolgend klassifizierte Fahrer rücken entsprechend der Punktevergabe auf:
| Platz  | 1. | 2. | 3. | 4. | 5. | 6. | 7. | 8. | 9. | 10. | 11. | 12. | 13. | 14. | 15. |
| Punkte | 25 | 20 | 16 | 13 | 11 | 10 | 9  | 8  | 7  | 6   | 5   | 4   | 3   | 2   | 1   |

## Fahrzeuge

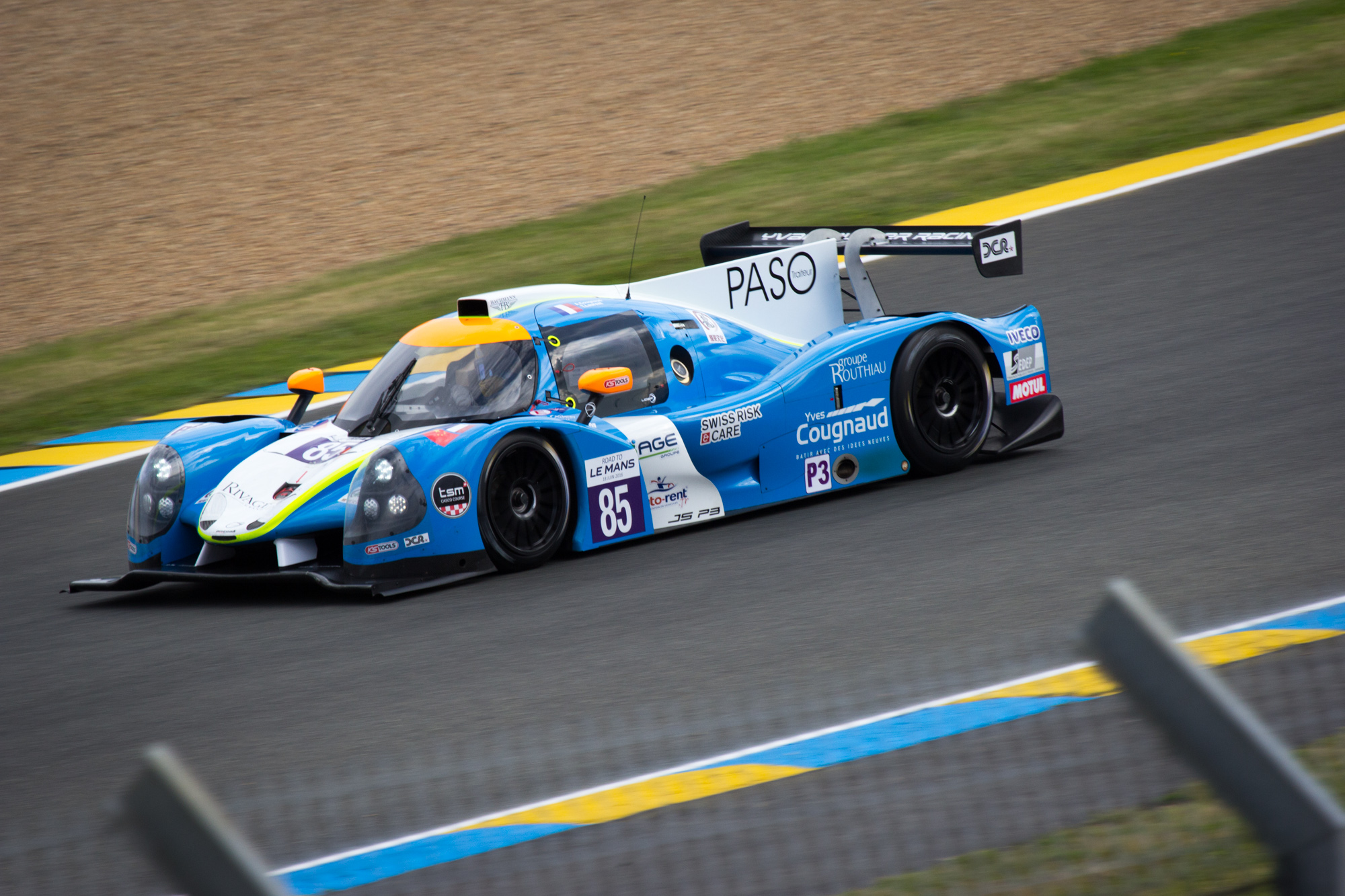
Der Ligier JS P3 ist ein typischer LMP3-Rennwagen

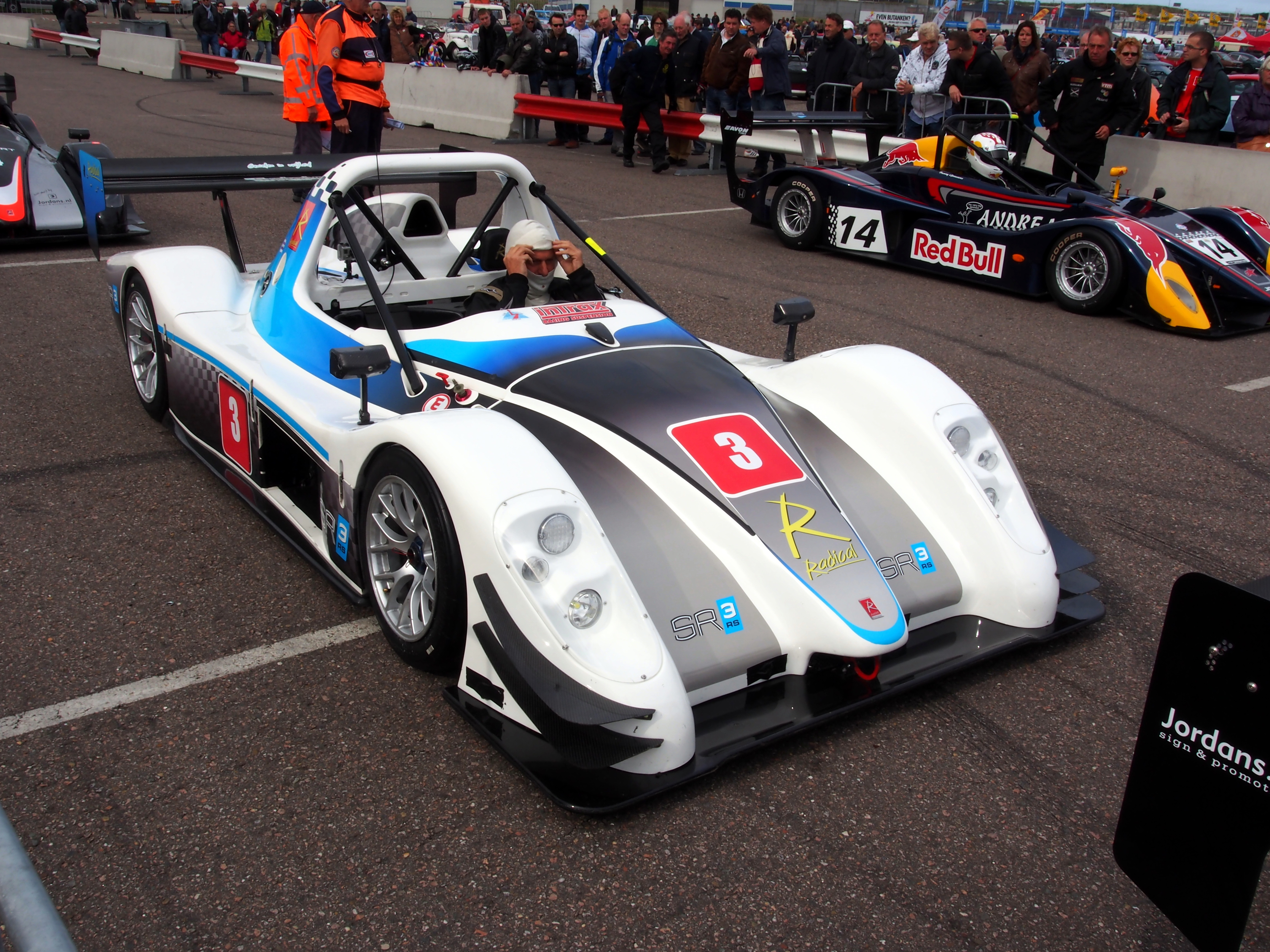
Der Radical SR8 ist ein typischer CN-Rennwagen

Im Prototype Cup Germany werden ausschließlich Prototypen-Rennwagen eingesetzt, die dem technischen Reglement entsprechen. Zugelassen sind folgende Fahrzeuge:
Der LMP3-Klasse mit einer ACO LMP3-Homologation ab 2020 oder ältere Fahrzeuge, die durch ein Upgrade auf den Homologationsstand gebracht wurden.
Der CN-Klasse des Modelljahres 2015 oder jünger, mit einer Fahrgastzelle aus nichtmetallischem Verbundwerkstoff (CFK) und vorgeschriebenen Motoren.
Der P4-Klasse vom Typ Ligier JS P4 mit einer FFSA-Homologation.
| Rennwagen                  | LMP3-Klasse | CN-Klasse | CN-Klasse | P4-Klasse |
| -------------------------- | --- | --- | --- | --- |
| Motor:                     | Nissan 8-Zylinder-V-Motor (Typ VK56) | Honda 4-Zylinder-Reihenmotor (Typ K20) | Peugeot 4-Zylinder-Turbo-Reihenmotor (Typ EP6)                                                                                                 | Ford 6-Zylinder-V-Motor (Typ Duratec 37) |
| Hubraum:                   | 5552 cm³ | 1996 cm³ | 1598 cm³ | 3726 cm³ |
| Bohrung × Hub:             | 98,0 × 92,0 mm | 86,0 × 85,9 mm | 77,0 × 85,8 mm | 95,5 × 86,7 mm |
| Leistung bei 1/min:        | 334 kW (455 PS) bei ? | 203 kW (272 PS) bei 6500 | 199 kW (270 PS) bei ? | 282 kW (385 PS) bei 6500 |
| Max. Drehmoment bei 1/min: | ? Nm bei ? | 380 Nm bei 1600–4500 | ? Nm bei ? | ? Nm bei ? |
| Verdichtung:               | 11,0 : 1 | 9,8 : 1 | ? : 1 | 10,5 : 1 |
| Ventilsteuerung:           | zwei obenliegende Nockenwellen je Zylinderbank (DOHC)                                                                                          | zwei obenliegende Nockenwellen je Zylinderbank (DOHC)                                                                                          | zwei obenliegende Nockenwellen je Zylinderbank (DOHC)                                                                                          | zwei obenliegende Nockenwellen je Zylinderbank (DOHC)                                                                                          |
| Kühlung:                   | Wasserkühlung | Wasserkühlung | Wasserkühlung | Wasserkühlung |
| Getriebe:                  | sequentielles 6-Gang-Getriebe | manuelles 6-Gang-Getriebe | manuelles 6-Gang-Getriebe | ? |
| Antrieb:                   | Hinterradantrieb, Sperrdifferenzial | Hinterradantrieb, Sperrdifferenzial | Hinterradantrieb, Sperrdifferenzial | Hinterradantrieb, Sperrdifferenzial |
| Bremsen:                   | gelochte und innenbelüftete Scheibenbremsen (bei LMP3 und P4: Scheibendurchmesser 355,6 mm)                                                    | gelochte und innenbelüftete Scheibenbremsen (bei LMP3 und P4: Scheibendurchmesser 355,6 mm)                                                    | gelochte und innenbelüftete Scheibenbremsen (bei LMP3 und P4: Scheibendurchmesser 355,6 mm)                                                    | gelochte und innenbelüftete Scheibenbremsen (bei LMP3 und P4: Scheibendurchmesser 355,6 mm)                                                    |
| Karosserie:                | Monocoque und Türen aus Verbundwerkstoff (CFK), feststehende Front- und Heckflügel, Überrollkäfig bzw. Überrollbügel bei offenen CN-Fahrzeugen | Monocoque und Türen aus Verbundwerkstoff (CFK), feststehende Front- und Heckflügel, Überrollkäfig bzw. Überrollbügel bei offenen CN-Fahrzeugen | Monocoque und Türen aus Verbundwerkstoff (CFK), feststehende Front- und Heckflügel, Überrollkäfig bzw. Überrollbügel bei offenen CN-Fahrzeugen | Monocoque und Türen aus Verbundwerkstoff (CFK), feststehende Front- und Heckflügel, Überrollkäfig bzw. Überrollbügel bei offenen CN-Fahrzeugen |
| Tankinhalt:                | 100 l | 100 l | 100 l | ? l |
| Radstand:                  | 2860 mm | ? mm | ? mm | 2860 mm |
| Räder:                     | VA: 12,5 J × 18 HA: 13 J × 18 | VA: ? J × ? HA: 16 J × ? | VA: ? J × ? HA: 16 J × ? | VA: 10 J × 18 HA: 11 J × 18 |
| Maße L × B × H:            | 4650 × 1900 × 800 mm | 4800 × 2000 × 1030 mm | 4800 × 2000 × 1030 mm | 4650 × 1900 × ? mm |
| Leergewicht:               | mindestens 950 kg | mindestens 535 kg | mindestens 535 kg | ? kg |

## Ergebnisse
In der bisher ausgetragenen Meisterschaft gewannen folgende Fahrer die Gesamt-, die Trophy- und die Junior-Wertung:
| Jahr | Meister Gesamtwertung            | Meister Trophywertung | Meister Juniorwertung |
| ---- | -------------------------------- | --------------------- | --------------------- |
| 2022 | Marvin Dienst Berkay Besler      | Donar Munding         | Matthias Lüthen       |
| 2023 | Gary Hauser Markus Pommer        | Mark van der Snel     | Max van der Snel      |
| 2024 | Markus Pommer Valentino Catalano | Antti Rammo           | Danny Soufi           |
| 2025 |                                  |                       |                       |